# 튀링겐 주의회
튀링겐 주의회는 튀링겐 주의 주의회이다. 전체 정원은 90명이며 여당은 좌파당이며 제1야당은 독일을 위한 대안이다.

## 같이 보기
- 2014년 튀링겐 주의회 선거
- 2019년 튀링겐 주의회 선거

1. ↑  기독교민주연합은 튀링겐 주의회 정치위기 이후 이루어진 정치적 합의에 따라 연정에 참여하지는 않으나 튀링겐 주의 좌파3당이 소수정부를 운영함에 있어서 외곽에서 정부유지 등에 있어 협조하는 역할을 맡는다.